# Список дипломатических миссий Непала

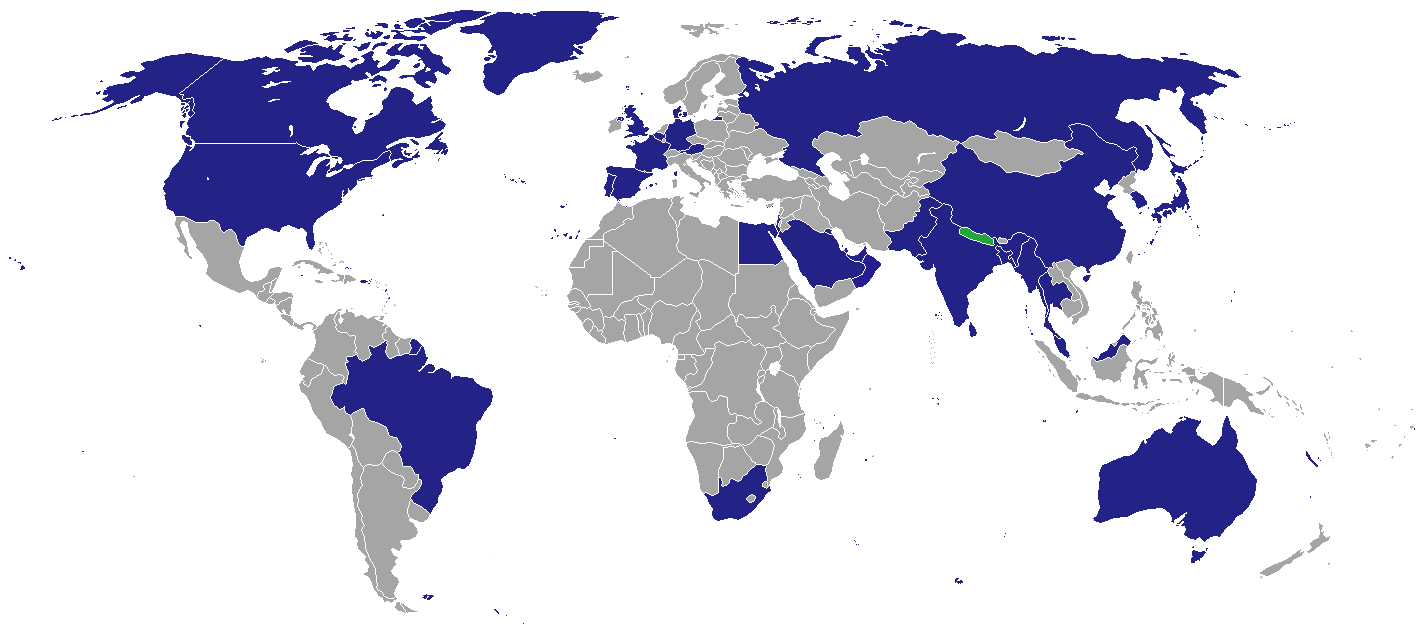
Дипломатические миссии Непала:
Непал
Посольства

Список дипломатических миссий Непала — перечень дипломатических миссий (посольств) и генеральных консульств Непала в странах мира (не включает почётных консульств).

## Европа

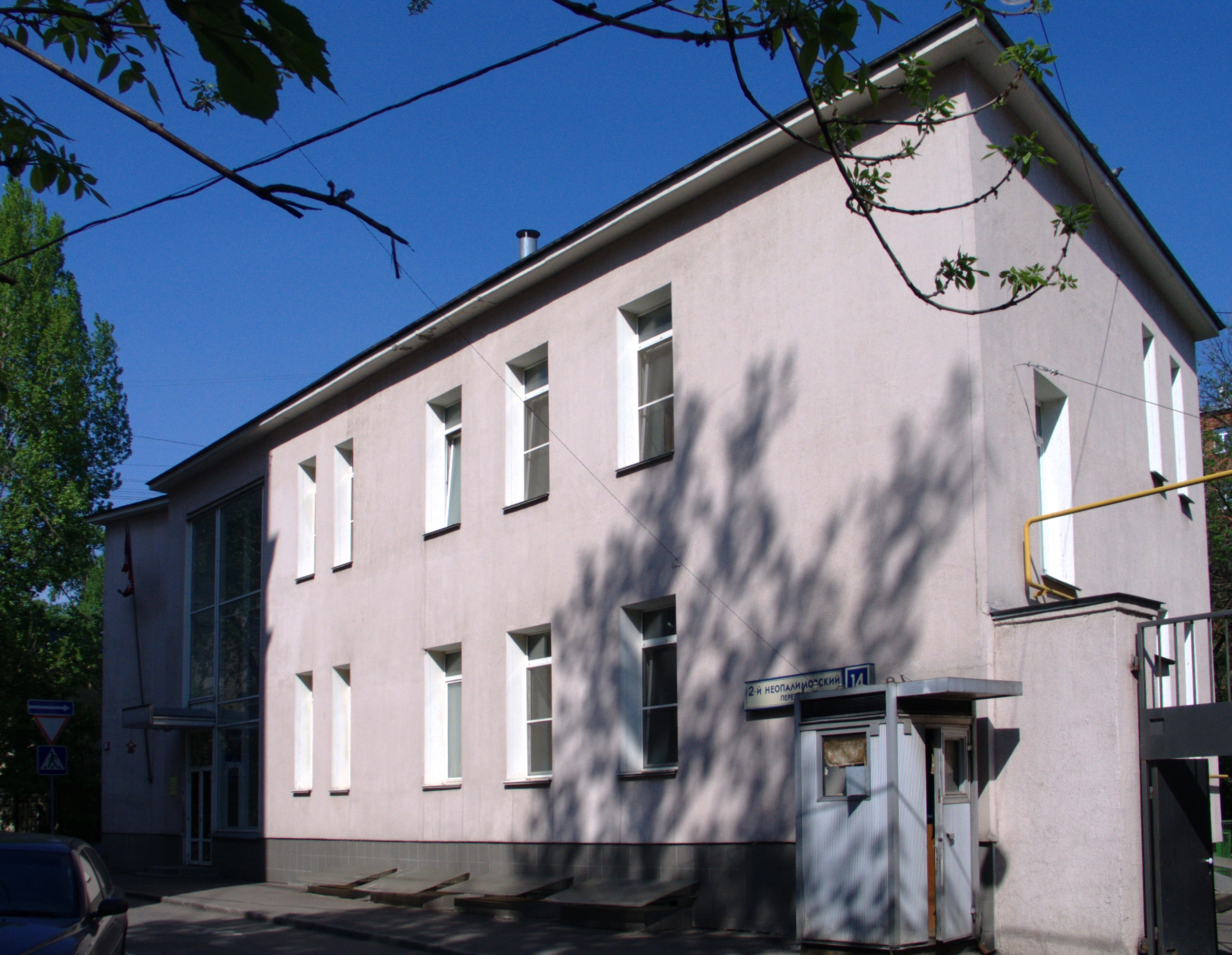
Посольство Непала в Москве

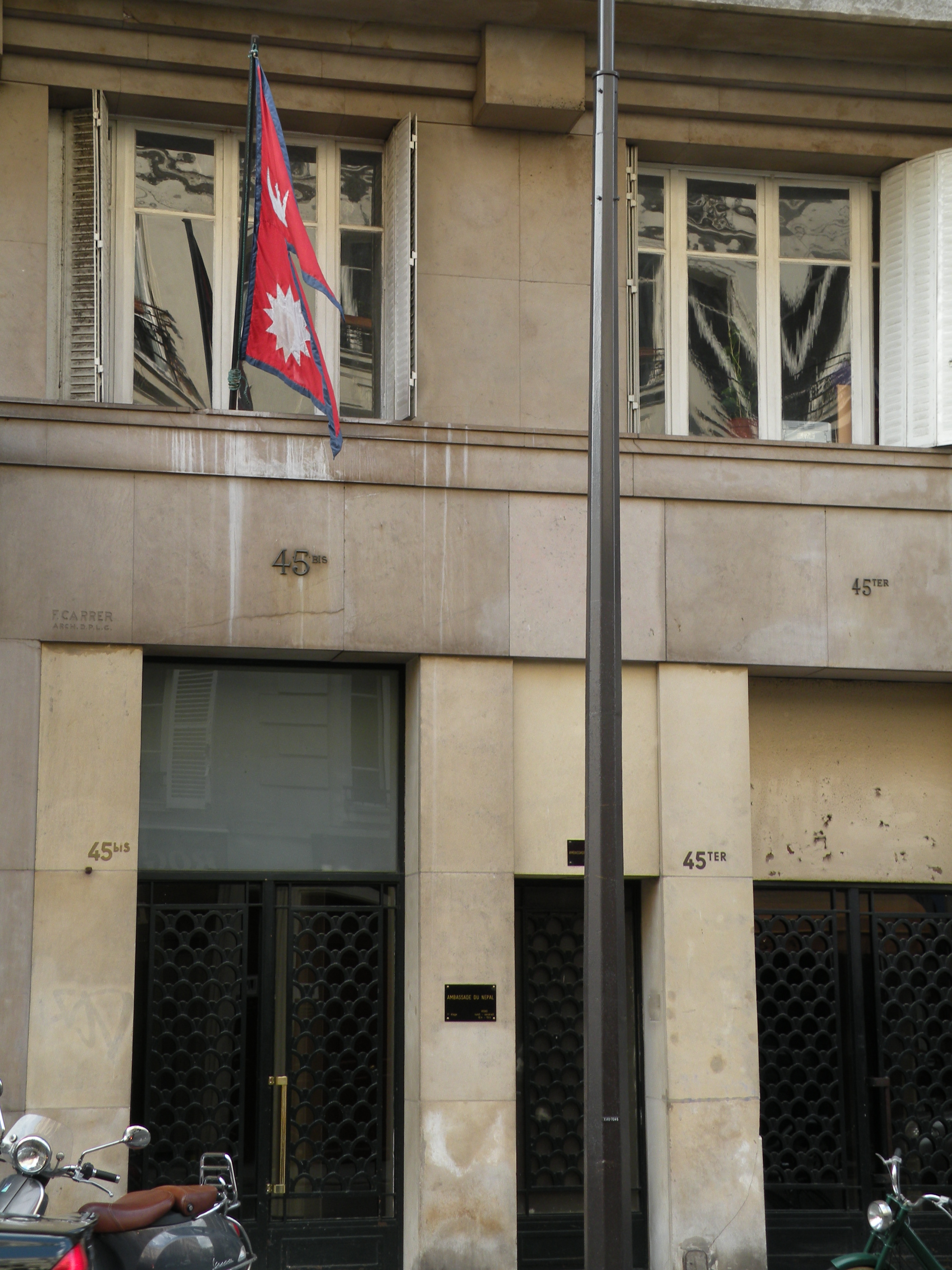
Посольство Непала в Париже

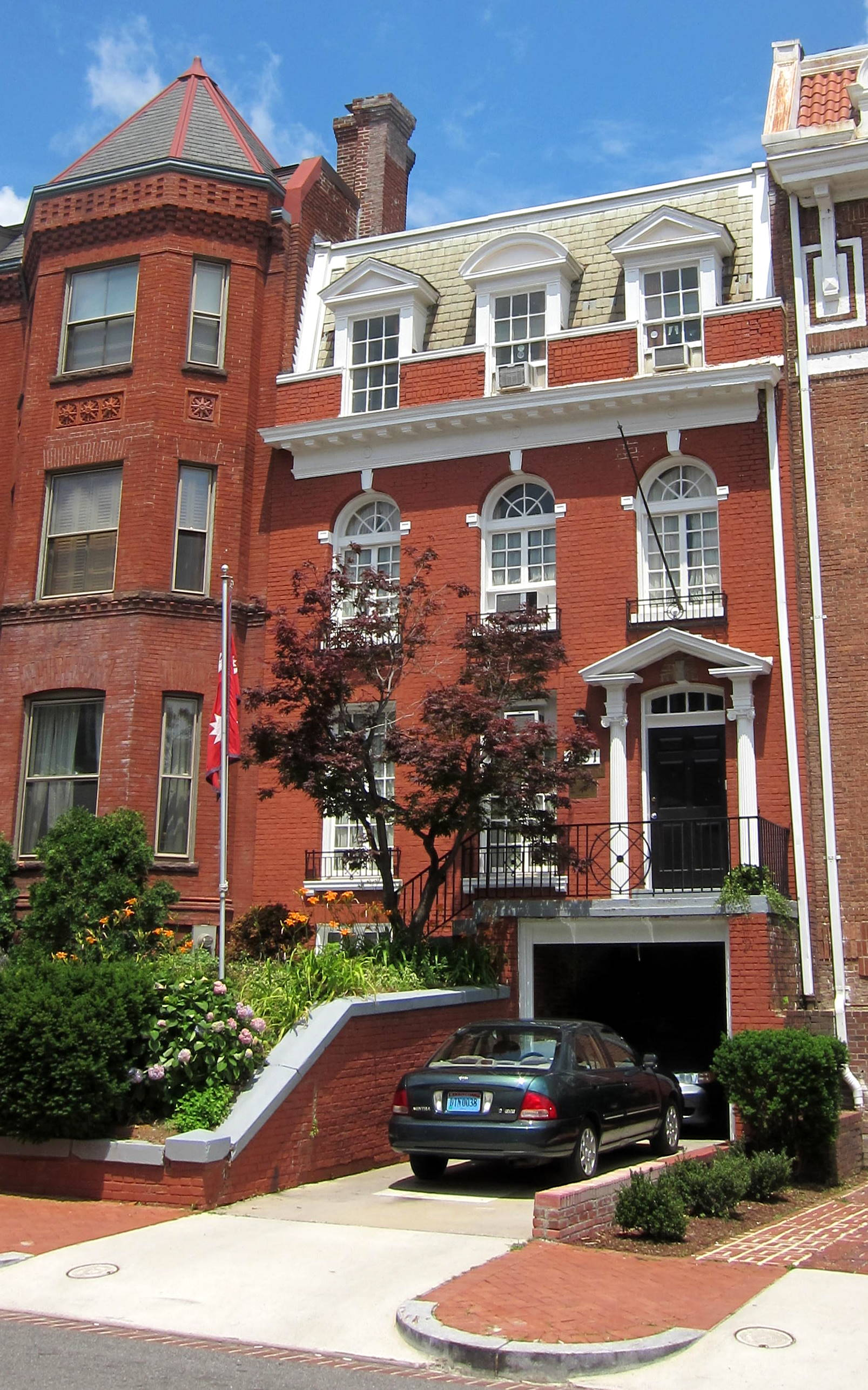
Посольство Непала в Вашингтоне

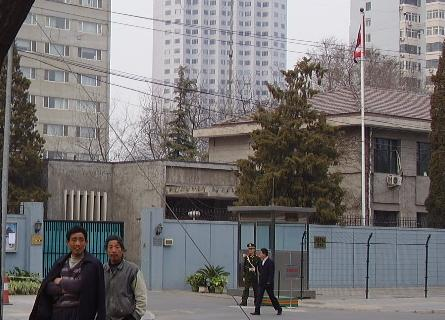
Посольство Непала в Пекине

- Бельгия
  - Брюссель (посольство)
- Великобритания
  - Лондон (посольство)
- Дания
  - Копенгаген (посольство)
- Германия
  - Берлин (посольство)
- Россия
  - Москва (посольство)
- Франция
  - Париж (посольство)

## Азия
- Бангладеш
  - Дакка (посольство)
- Индия
  - Нью-Дели (посольство)
  - Калькутта (генеральное консульство)
- Китай
  - Пекин (посольство)
  - Гонконг (генеральное консульство)
  - Лхаса (генеральное консульство)
- Республика Корея
  - Сеул (посольство)
- Малайзия
  - Куала-Лумпур (посольство)
- Мьянма
  - Янгон (посольство)
- Пакистан
  - Исламабад (посольство)
- Таиланд
  - Бангкок (посольство)
- Шри-Ланка
  - Коломбо (посольство)
- Япония
  - Токио (посольство)

## Средний Восток
- Израиль
  - Тель-Авив (посольство)
- Катар
  - Доха (посольство)
- Кувейт
  - Кувейт (посольство)
- ОАЭ
  - Абу-Даби (посольство)
- Саудовская Аравия
  - Эр-Рияд (посольство)

## Америка
- Бразилия
  - Бразилиа (посольство)
- Канада
  - Оттава (посольство)
- США
  - Вашингтон (посольство)

## Африка
- Египет
  - Каир (посольство)
- ЮАР
  - Претория (посольство)

## Океания
- Австралия
  - Канберра (посольство)

## Международные организации
- - Брюссель (постоянное представительство при ЕС)
  - Женева (постоянное представительство при ООН и других международных организациях)
  - Нью-Йорк (постоянное представительство при ООН)